# Varda (Kosjerić)
Pour les articles homonymes, voir Varda (homonymie).
Varda (en serbe cyrillique : Варда) est un village de Serbie situé dans la municipalité de Kosjerić, district de Zlatibor. Au recensement de 2011, il comptait 226 habitants.

## Démographie

### Évolution historique de la population
| 1948 | 1953 | 1961 | 1971 | 1981 | 1991 | 2002 | 2011 |
| ---- | ---- | ---- | ---- | ---- | ---- | ---- | ---- |
| 446  | 464  | 442  | 398  | 372  | 298  | 330  | 226  |

|  |

## Économie
La petite entreprise agricole Tomislav travaille dans la réfrigération des fruits, notamment les prunes et les framboises, produits dans le secteur.